# Cumali Bişi
Cumali Bişi (sinh 15 tháng 6 năm 1993) là một cầu thủ bóng đá Thổ Nhĩ Kỳ thi đấu ở vị trí tiền vệ phòng ngự cho câu lạc bộ Balıkesirspor.

## Cuộc sống và sự nghiệp
Cumali Bişi bắt đầu sự nghiệp với Beşiktaş năm 2007. Anh ra mắt chuyên nghiệp vào vòng đấu cuối của Süper Lig 2009–10 trước Bursaspor. Anh vào sân thay Michael Fink ở phút thứ 73.

### Sự nghiệp quốc tế
Cumali Bişi đại diện Thổ Nhĩ Kỳ ở Giải vô địch bóng đá U-20 thế giới 2013.